# Résolution 360 du Conseil de sécurité des Nations unies
Membres permanents
- Chine
- États-Unis
- France
- Royaume-Uni
- URSS

Membres non permanents
- Australie
- Autriche
- RSS de Biélorussie
- Cameroun
- Costa Rica
- Indonésie
- Iraq
- Kenya
- Mauritanie
- Pérou

Résolution no 359 Résolution no 361
La résolution 360 du Conseil de sécurité des Nations unies fut adoptée le 16 août 1974. Après avoir rappelé les résolutions précédentes et noté que tous les États avaient déclaré leur respect pour la souveraineté, l'indépendance et l'intégrité territoriale de la république de Chypre, la résolution enregistre officiellement sa désapprobation à l'encontre de l'action militaire menée par la Turquie. Le Conseil a ensuite exhorté les parties à se conformer sans délai à leurs résolutions antérieures, en particulier à la 353, et a ensuite prié le secrétaire général de leur faire rapport le cas échéant en vue d'adopter éventuellement de nouvelles mesures visant à promouvoir le rétablissement des conditions de paix.
La résolution a été adoptée par 11 voix contre zéro, avec trois abstentions (la république socialiste soviétique de Biélorussie, l'Irak et l'Union soviétique).

## Texte
- Résolution 360 sur fr.wikisource.org
- Résolution 360 sur en.wikisource.org